# Calenduleae
Calenduleae là một nhánh thực vật có hoa thuộc họ Asteraceae. Calenduleae đã được công nhận rộng rãi kể từ Alexandre de Cassini phát hiện vào đầu thế kỷ 19. Có 8 chi và hơn 110 loài, chủ yếu được tìm thấy ở Nam Phi.
Nó là một nhánh tương đối ổn định của họ Asteraceae, với những thay đổi nhỏ. Chúng phân bố ở Tây Nam Á, một số đảo Đại Tây Dương, các vùng khác của Châu Phi và Châu Âu, chúng không xuất hiện ở Hoa Kỳ, Úc và New Zealand. Tuy nhiên, ba loài mới trong nhánh đã được phát hiện gần đây vào năm 2003.

## Miêu tả
Thực vật thuộc nhánh Calenduleae thay đổi từ thảo mộc đến cây bụi và thường là những bông hoa sặc sỡ. Các đặc điểm xác định tách biệt các cá thể của nhóm này với những cá thể khác trong họ là một hình dạng lưỡng hình của Cypselae và thực tế là mỗi cypsela thiếu một pappus.  Calenduleae được đặt tên do có vài trò quan trọng nhất về kinh tế, Calendula, được biết đến trong các biện pháp vi lượng đồng căn và như một cây cảnh phổ biến. Các chi khác của Calenduleae cũng được sản xuất thành các vật trang trí, bao gồm Osteospermum và Dimorphotheca.